# Basadingen-Schlattingen
Basadingen-Schlattingen – miejscowość i gmina (Politische Gemeinde) w północno-wschodniej Szwajcarii, w kantonie Turgowia, w okręgu (Bezirk) Frauenfeld. Powstała 1 stycznia 1999 r. z połączenia gminy Basadingen z gminą Schlattingen.

## Demografia
W Basadingen-Schlattingen mieszkają 1 833 osoby. W 2021 roku 15,9% populacji gminy stanowiły osoby urodzone poza Szwajcarią. 

## Transport
Przez teren gminy przebiega droga główna nr 13.